# Kaple Božského srdce Páně (Jiříkov)
Kaple Božského srdce Páně, nazývaná též kaple Nejsvětějšího srdce Ježíšova, je součástí kláštera Kongregace Milosrdných sester svatého Karla Boromejského v Jiříkově. Výstavba novorománské sakrální stavby začala roku 1899 a vysvěcena byla v roce 1901. Kaple není pravidelně využívána.

## Historie
Kongregace Milosrdných sester svatého Karla Boromejského působila ve Filipově a později také v sousedním Jiříkově od roku 1868. Boromejky zde postupně vedly školu, špitál (nejdříve pod názvem Nemocnice Srdce Ježíšova, pozdější Soukromá nemocnice u svatého Karla Boromejského) a Sirotčinec (Dětská útulna) svatého Josefa. Klášterní budovu spolu s kaplí postavil řád vedle špitálu z roku 1870. Výstavba kaple začala roku 1899, slavnostní vysvěcení proběhlo 20. května 1901. Postavil ji šluknovský stavitel Josef Gaube, donátorkou byla slečna Julie Donathová. Sestry boromejky působily v Jiříkově až do roku 1990. Klášter poté zůstal opuštěný a kaple byla využívána pouze příležitostně. Od roku 2012 klášter s kaplí využívá Schrödingerův institut. Na podzim roku 2015 musel být objekt kvůli špatnému stavebně-technickému stavu (napadení trámů dřevomorkou domácí) uzavřen. V létě roku 2016 začala rozsáhlá rekonstrukce. Její první etapa skončila na jaře 2017, v jejímž rámci dne 6. dubna požehnal Stanislav Přibyl, generální sekretář České biskupské konference, nový kříž určený pro věž kaple. Pravidelné bohoslužby se v kapli neslouží.

## Popis
Kaple Božského srdce Páně je součástí klášterní budovy, na kterou z jihu navazuje. Novorománské stavbě dominuje bohatě zdobené průčelí s ústupkovým portálem a slepou kružbou. V presbytáři a jižní stěně lodi jsou umístěny vitráže. Po dokončení kaple se během bohoslužeb využívalo harmonium, které však roku 1929 nahradily školní varhany s dvěma manuály a pedálem od jiříkovské firmy August Förster.

## Galerie

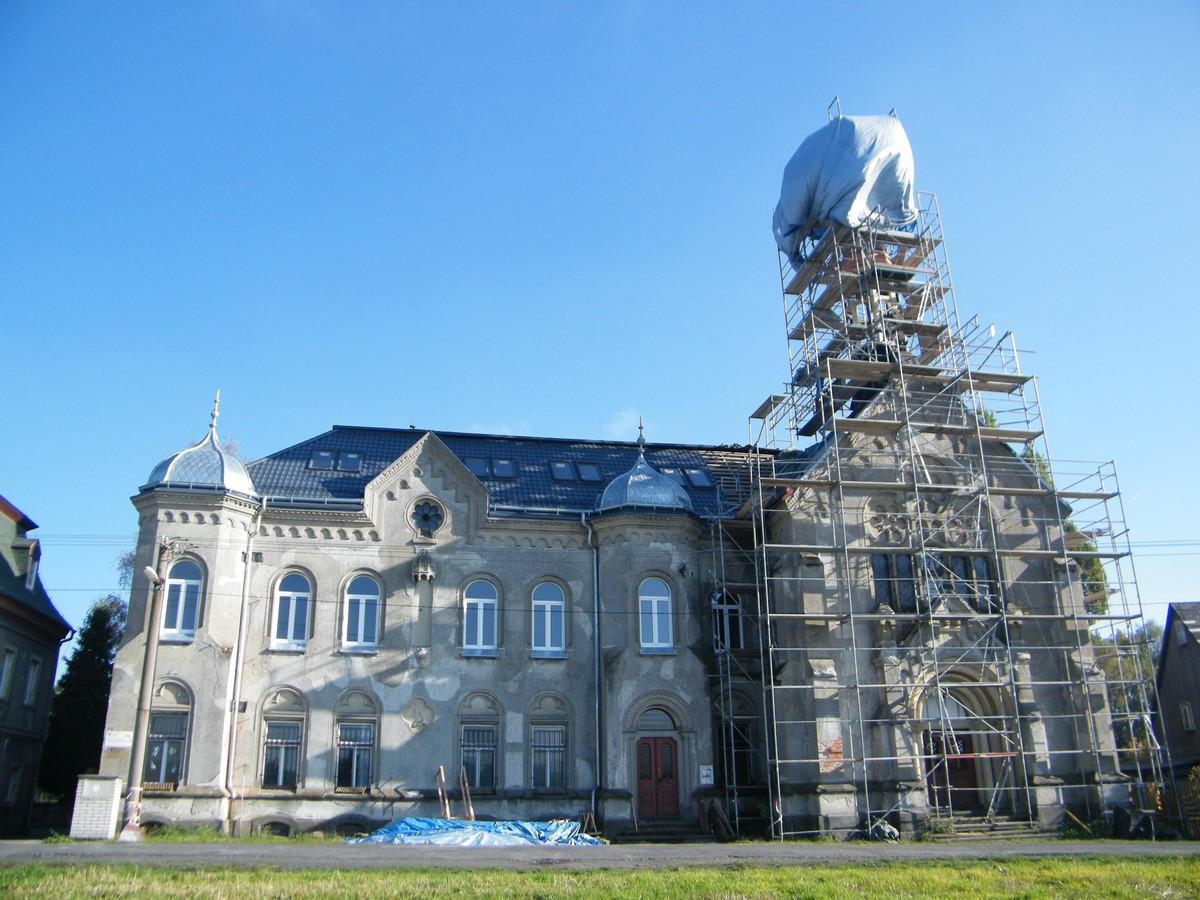
Klášter v Jiříkově během rekonstrukce (2016)
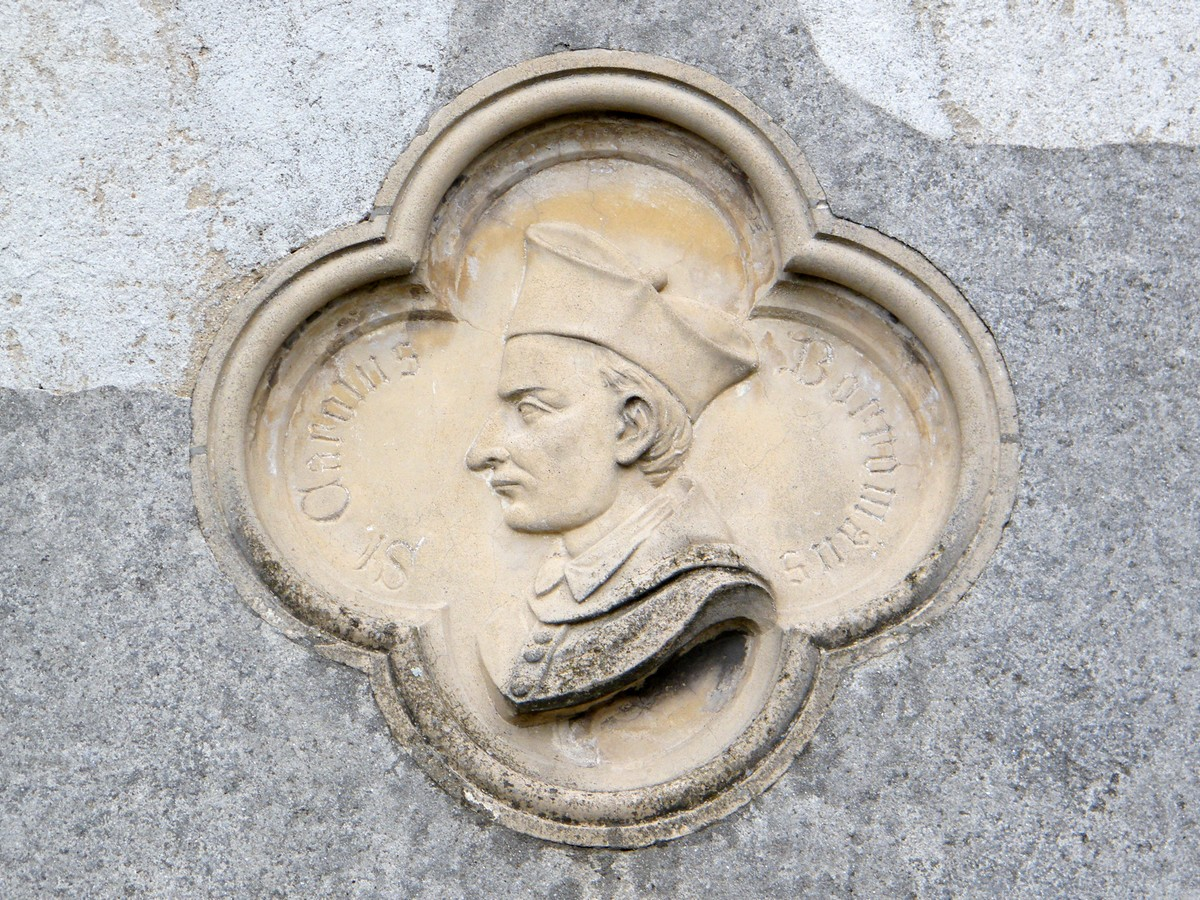
Detail medailonu v průčelí kláštera (2017)